# Juan Ángeles
Juan Ángeles Sánchez (sinh ngày 16 tháng 10 năm 2000) là một cầu thủ bóng đá người Cộng hòa Dominica thi đấu ở vị trí tiền đạo cho câu lạc bộ tại Liga Dominicana de Fútbol Moca và đội tuyển quốc gia Cộng hòa Dominica.

## Sự nghiệp quốc tế
Anh có màn ra mắt cùng với đội tuyển quốc gia Cộng hòa Dominica tại Vòng loại Cúp bóng đá Caribe 2017, ngày 29 tháng 3 năm 2016.